# Вест Ковина
Вест Ковина (енгл. West Covina) град је у америчкој савезној држави Калифорнија. По попису становништва из 2010. у њему је живело 106.098 становника.

## Демографија
Према попису становништва из 2010. у граду је живело 106.098 становника, што је 1.018 (1,0%) становника више него 2000. године.
|                   | 2010.            | 2000.            |
| Укупно            | 106 098 (100,0%) | 105 080 (100,0%) |
| Хиспаноамериканци | 56 471 (53,23%)  | 48 051 (45,73%)  |
| Азијати           | 27 333 (25,76%)  | 23 849 (22,70%)  |
| Белци             | 16 196 (15,27%)  | 24 124 (22,96%)  |
| Афроамериканци    | 4 741 (4,469%)   | 6 696 (6,372%)   |
| Остали            | 1 357 (1,279%)   | 2 360 (2,246%)   |

## Партнерски градови
- Вуху